# Plazia
Plazia là một chi thực vật có hoa trong họ Cúc (Asteraceae).

## Loài
Chi Plazia gồm các loài: